# Фіш-Лейк (Міннесота)
Фіш-Лейк (англ. Fish Lake) — переписна місцевість (CDP) в США, в окрузі Джексон штату Міннесота. Населення — 75 осіб (2020).

## Географія
Фіш-Лейк розташований за координатами 43°50′19″ пн. ш. 95°2′49″ зх. д. / 43.83861° пн. ш. 95.04694° зх. д. (43.838611, -95.047048).  За даними Бюро перепису населення США в 2010 році переписна місцевість мала площу 3,24 км², з яких 2,37 км² — суходіл та 0,87 км² — водойми.

## Демографія
Згідно з переписом 2010 року, у переписній місцевості мешкала 51 особа в 24 домогосподарствах у складі 18 родин. Густота населення становила 16 осіб/км².  Було 83 помешкання (26/км²).
Расовий склад населення:
| - 100,0 % — білих |

До двох чи більше рас належало 0,0 %. Частка іспаномовних становила 2,0 % від усіх жителів.
За віковим діапазоном населення розподілялося таким чином: 3,9 % — особи молодші 18 років, 68,6 % — особи у віці 18—64 років, 27,5 % — особи у віці 65 років та старші. Медіана віку мешканця становила 56,8 року. На 100 осіб жіночої статі у переписній місцевості припадало 96,2 чоловіків;  на 100 жінок у віці від 18 років та старших — 96,0 чоловіків також старших 18 років.
Середній дохід на одне домашнє господарство  становив 110 328 доларів США (медіана — 79 500), а середній дохід на одну сім'ю — 129 352 долари (медіана — 94 375). 
Цивільне працевлаштоване населення становило 39 осіб. Основні галузі зайнятості: освіта, охорона здоров'я та соціальна допомога — 20,5 %, будівництво — 17,9 %, виробництво — 15,4 %.